# Märta Stenbeck
Kristina Märta Aurora Stenbeck, född Kinberg den 1 juli 1895 i Stockholm, död där 8 februari 1977, var en svensk rikslottachef.

## Biografi
Märta Stenbeck var första barnet till Ebba och Henning Kinberg. Hon gifte sig 1915 med Nils Stenbeck och tillsammans fick de tre barn: Ingrid, Hjalmar och Henning. Äktenskapet upplöstes genom skilsmässa 1954. Dottern Ingrid var farmor till ishockeyspelarna Joel och Henrik Lundqvist.
Märta Stenbeck blev lotta 1928. När familjen i slutet av 1930-talet flyttade till Östersund sökte sig Märta Stenbeck till lottaarbetet där. Mellan 1941 och 1945 var hon ordförande för Jämtlands lottaförbund. När flyttlasset 1945 gick tillbaka till Stockholm utsågs hon att efterträda Maja Schmidt på posten som rikslottachef.
Till en av Märta Stenbecks huvuduppgifter under den första tiden som rikslottachef hörde att övertyga medlemmarna, och allmänheten, om att lottorna fortfarande behövdes. Under beredskapsåren hade lottarörelsen växt sig till en av Sveriges största kvinnoorganisationer med medlemstal över 110 000. Andra världskrigets slut innebar dock inte att krigsmaktens behov av försvarsfrivilliga kvinnor upphörde. I syfte att förhindra stora medlemstapp fick därför Märta Stenbeck lägga mycket av sin tid på att informera om lottornas fortsatta funktioner inom det militära försvaret.
Med Märta Stenbeck vid rodret satsade lottarörelsen också på en utvidgning och vidareutveckling av lottornas utbildningsverksamhet. Bland annat uppmanades lottakårerna att söka samarbeten med lokala bildningsorganisationer och på riksplanet bildades Sveriges lottakårers studieförbund med Märta Stenbeck som ordförande. Det skapades även en kursgård för lottor på Älvkarleö i Uppland, dit organisationens centrala kurser förlades.
Lottornas humanitära verksamhet låg Märta Stenbeck varmt om hjärtat och hon verkade för att öka och bredda denna. I lottarörelsens egen historieskrivning har hennes ledningsperiod beskrivits som ”den humanitära epoken”. Detta var dock en utveckling som stötte på visst motstånd. Märta Stenbecks förslag om att skapa humanitära sektioner i kårerna röstades till exempel ner med hänvisning till att de militära uppgifterna måste vara i centrum för lottornas verksamhet.
Efter 14 år som rikslottachef valde Märta Stenbeck år 1959 att lämna posten. Hon efterträddes av Ingrid Norlander.
Märta Stenbeck är begravd på Norra begravningsplatsen i Solna.